# Yuri Lotman
Yuri Mijáilovich Lotman (en ruso: Ю́рий Миха́йлович Ло́тман; Petrogrado, hoy San Petersburgo, 28 de febrero de 1922-Tartu, Estonia, 28 de octubre de 1993) fue un lingüista y semiólogo ruso, fundador de la culturología. Es una figura central de la semiótica cultural y un reconocido teórico de la literatura e historiador de la literatura rusa. Perteneció a diversas academias europeas y americanas y fue doctor honoris causa por la Universidad Libre de Bruselas y la Universidad de Praga.

## Biografía
Nació en una familia judía acomodada, estudió lengua y literatura en la Universidad de Leningrado, donde entró en contacto con el formalismo ruso. Estudió folclore con los profesores Vladímir Propp y Mark Azadovski, teoría del lenguaje poético con el profesor G. Gukovski, historia del movimiento revolucionario ruso y del pensamiento social ruso de los siglos XVIII y XIX con el profesor N. Mordóvchenko, y asistió a los cursos y seminarios de Borís Eichenbaum, Víktor Zhirmunski o Borís Tomashevski.
Tras luchar en la Segunda Guerra Mundial y participar en la toma de Berlín, finalizó en 1950 los estudios de licenciatura con brillantes calificaciones, pero a causa de sus relaciones con su maestro Grigori Gukovski y de la campaña estalinista antisemita no logra la plaza de aspirante a doctor y recibe sólo el diploma libre. Marcha pues a Estonia y desde ese año desarrolla su carrera académica en la Universidad de Tartu, donde creó una de las más prestigiosas escuelas de semiótica, la Escuela semiótica Tartu-Moscú. Asimismo editó la revista internacional Trudý Po Znákovym Sistémam (Estudios de sistemas semióticos).

## Obra
- Estructura del texto artístico, Madrid: Istmo, 1978.
- Estética y semiótica del cine, Barcelona: Gustavo Gili, 1979.
- Semiótica de la cultura, Madrid: Cátedra,1979.
- La semiosfera, 3 tomos, Madrid: Cátedra, 1996-2000 (trad. por Desiderio Navarro).
  - v. 1. Semiótica de la cultura y del texto.
  - v. 2. Semiótica de la cultura, del texto, de la conducta y del espacio.
  - v. 3. Semiótica de las artes y de la cultura.
- Acerca de la semiosfera, Episteme, 1996.
- Estructura del texto artístico, Istmo, 1988.
- Cultura y explosión: lo previsible y lo imprevisible en los procesos de cambio social, Barcelona: Gedisa, 1999.
- La semiosfera, Lima: Fondo editorial Universidad de Lima, 2019 (trad. por Desiderio Blanco).